# ناهيل فالينتيني
ناهيل فالينتيني (بالإسبانية: Nahuel Valentini) (16 نوفمبر 1988 بروساريو في الأرجنتين - ) هو لاعب كرة قدم أرجنتيني في مركز الدفاع. لعب مع روزاريو سنترال ونادي سبيزيا ونادي ليفورنو.

## وصلات خارجية
- ناهيل فالينتيني على موقع قاعدة بيانات كرة القدم.إي يو (الإنجليزية)
- ناهيل فالينتيني على موقع Soccerway.com (الإنجليزية)
- ناهيل فالينتيني على موقع AS.com (الإسبانية)